# Nadia Petrova
Nadia Petrova (n. 8 iunie 1982, Moscova, RSFS Rusă, URSS) este o jucătoare de tenis rusă, medaliată olimpică. A participat la 2 ediții ale Jocurilor Olimpice (2004, 2012) în care a câștigat o medalie de bronz.